# Жераич, Богдан
Богдан Жераич (серб. Богдан Жерајић / Bogdan Žerajić; 1 февраля 1886, Милевичи — 15 июня 1910, Сараево) — боснийский серб, студент Загребского университета, который безуспешно пытался убить Марьяна Варешанина, генерал-губернатора Боснии и Герцеговины в 1910 году в знак протеста против аннексии Боснии и Герцеговины. Жераич стал первым боснийским сербом, выразившим с момента оккупации Боснии Австро-Венгрией протест против властей. Его попытка покушения на представителя властей оказала сильное впечатление на организацию «Млада Босна».

## Ранние годы
Родился 1 февраля 1886 в деревне Милевац. Окончил гимназию в Мостаре, изучал право в Загребском университете. Некоторое время работал преподавателем в Крушевацком округе Сербии. Его двоюродный брат по отцовской линии Милан Жераич был личным врачом сербского короля Петра I, а брат Милана, Ристо — личным врачом короля Александра I. Ещё в студенческие годы Богдан высказывал своё недовольство политикой Австро-Венгрии в отношении боснийских сербов и встал на путь бескомпромиссной борьбы.

## Тайная деятельность

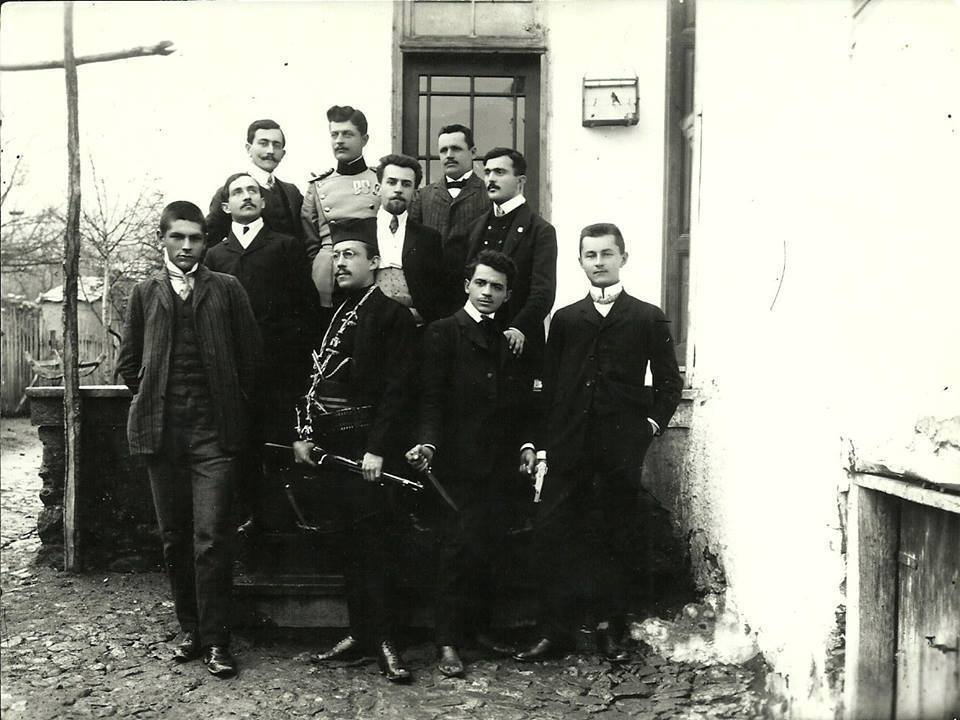
Четники во Вранье в 1900 году

Жераич состоял в студенческом тайном обществе «Свобода» серб. Слобода), созданном Шпиро Солдо в 1905 или 1906 году. Дружба Жераича с Владимиром Гачиновичем и последующая попытка покушения на Марьяна Варешанина, генерал-губернатора Боснии серьёзно повлияла на членов «Млады Босны» и в особенности на Гаврило Принципа. Гачинович, который был главным идеологом считал, что покушения на политиков (тираноубийства) являются допустимым методом политической борьбы.. По мнению ряда авторов, в том числе Владимира Дедиера, основой для зарождения этой концепции борьбы стал так называемый культ «Косовского тираноубийства».

## Попытка покушения
Жераич решил первым реализовать «тираноубийство»: 3 июня 1910 он хотел напасть в Мостаре на императора Франца Иосифа I, высказав тем самым протест против имперской политики Австро-Венгрии, но почему-то отказался от идеи нападения на кайзера. Поводом стало утверждение Земельного статуса Боснии и Герцеговины и учреждение Боснийского Сабора, что Жераич считал издевательством над боснийскими сербами. Вскоре Богдан сменил цель: ею стал уже генерал Марьян Варешанин, губернатор Кондоминиума Босния и Герцеговина. Решился он на дерзкий шаг после того, как прочитал в газете статью Ристо Радуловича. Радулович выступал против пустоты и удручённости в общественной жизни Боснии и Герцеговины, заявляя, что не знает каких-либо славных или трагических моментов в истории народа, которые могли бы остановить его развитие. Утверждается, что когда Жераич прочитал эту статью, то он прокричал «Будет трагедия!» (серб. И биће трагедије!).
15 июня 1910 Жераич находился в Сараево, когда генерал-губернатор ехал на первое заседание Боснийского Сабора. Завидев Варешанина, он пять раз выстрелил в него из револьвера, но все пять раз промахнулся. Шестую пулю Богдан оставил для себя и перед тем, как застрелиться, прокричал, что сербы отомстят за его смерть. Его действия и привлекли внимание общественности к «Младе Босне».

## Реакция
Попытка убийства Жераичем известного политика повлияла сильно на умы молодёжи Боснии и Герцеговины: в Сараево, Мостаре, Тузле и Баня-Луке появились множество революционных кружков. Из Жераича фактически сделали фигуру мученика, умершего за свободу боснийских сербов: в последний вечер перед покушением на эрцгерцога Франца Фердинанда Гаврило Принцип и его товарищи посетили могилу Жераича. Уже потом Гаврило Принцип посвятил ему песню, в которой были строки:

Но верно говорил перед Жераичем сокол серый: кто хочет жить, пусть умрёт, а кто хочет умереть, пусть выживет.
Оригинальный текст (серб.)Ал право је рекао пре Жерајић, соко сиви: Ко хоће да живи, нек мре, Ко хоће да мре, нек живи

Официальная пресса Боснии и Герцеговины и Сербии описали действия Жераича как действия маньяка, страдающего психическим расстройством. Старшее поколение сербов из Сараево отзывалось точно так же о нём.